# Volcán Santa María
Volcán Santa María är en vulkan i Guatemala. Den ligger i departementet Departamento de Quetzaltenango, i den sydvästra delen av landet, 110 km väster om huvudstaden Guatemala City. Toppen på Volcán Santa María är 3 772 meter över havet. I samband med nya eruptioner år 1922 skapades en serie vulkankoner. Formationen döptes till Santiaguito och är fortfarande aktiv.
Terrängen runt Volcán Santa María är bergig åt sydväst, men åt nordost är den kuperad. Volcán Santa María är den högsta punkten i trakten. Runt Volcán Santa María är det ganska tätbefolkat, med 155 invånare per kvadratkilometer. Närmaste större samhälle är Quetzaltenango, 9,1 km norr om Volcán Santa María. I omgivningarna runt Volcán Santa María växer i huvudsak blandskog.